# Qaanaaq
Qaanaaq (tidligere kendt som Thule) er en by i Nordgrønland med en befolkning på ca. 630 mennesker (2016). i Avannaata Kommune. Qaanaaq var i 1953 – 2009 hovedby i den tidligere Qaanaaq Kommune og blev herefter lagt ind under Qaasuitsup Kommune indtil denne kommune ophørte den 1. januar 2018.
Byen ligger, hvor der tidligere lå en lille fangstplads (også med navnet Qaanaaq). Det nuværende Qaanaaq blev anlagt i 1953, da beboerne fra det gamle Thule (kaldet Uummannaq eller Dundas) blev tvangsflyttet i forbindelse med anlæggelsen af Thule Air Base.
Qaanaaq er centralt beliggende for både narhvalsfangst, hvalrosfangst og rensdyrjagt.[kilde mangler]
Jagt på isbjørne foretages også af folk fra Qaanaaq.

## Institutioner
I Qaanaaq ligger skolen Avanersuup Atuarfia med 12 lærere og plads til 121 elever fra 1. til 10. klasse. Tilknyttet skolen er et skolehjem, hvor der bor elever fra de tilknyttede bygder. Derudover findes der i byen bl.a. også plejehjem, børnehave, politistation, sygehus og en kirke. Qaanaaq Museum har til huse i polarforskeren Knud Rasmussens bolig fra det gamle Thule.
Qaanaaq Lufthavn ligger ca. 3,5 km nordvest for byen.